# Аул Наурызбай батыра
Ау́л Наурызба́й баты́ра (каз. Наурызбай батыр, бывший — Щорс) — аул в Бурабайском районе Акмолинской области Казахстана. Входит в состав Зеленоборского сельского округа. Код КАТО — 117059100.

## География
Аул расположен в северо-восточной части района, на расстоянии примерно 42 километров к северу от административного центра района — города Щучинск, в 20 километрах к северу от административного центра сельского округа — села Зелёный Бор.
Абсолютная высота — 256 метров над уровнем моря.
Ближайшие населённые пункты: село Жанадаур — на севере, аул Ангал батыра — на востоке.

## История
В 1989 году село являлось административным центром Щорсовского сельсовета, куда помимо села входили ещё 2 населённых пункта — сёла Айгабак, Бидайык.
В периоде 1991—1999 годов:
- село Щорс и Щорсовский сельсовет были переименованы и преобразованы в аул Наурызбай батыра и Наурызбайский сельский округ;
- после упразднения Кокшетауской области в 1997 году, территория упразднённой области вошла в состав Северо-Казахстанской области;
- с 1999 года вместе с районом — в составе Акмолинской области.

Постановлением акимата Акмолинской области от 11 июня 2007 года № А-6/203 и решением Акмолинского областного маслихата от 11 июня 2007 года № ЗС-27-14 «О внесении изменений в административно-территориальное устройство Акмолинской области по Щучинскому району» (зарегистрированное Департаментом юстиции Акмолинской области 11 июля 2007 года № 3228):
- сёла Айгабак, Бидайык были переведены в категорию иных поселений и исключены из учётных данных;
- поселения упразднённых населённых пунктов — вошли в состав села Наурызбай батыра.

Постановлением акимата Акмолинской области от 13 декабря 2013 года № А-11/556 и решением Акмолинского областного маслихата от 13 декабря 2013 года № 5С-20-10 «Об изменении административно-территориального устройства Акмолинской области» (зарегистрированное Департаментом юстиции Акмолинской области 21 января 2014 года № 3976):
- Наурызбайский сельский округ был преобразован в село Наурызбай батыра.

Постановление макимата Акмолинской области от 25 октября 2019 года № А-11/508 и решением Акмолинского областного маслихата от 25 октября 2019 года № 6С-38-9 «Об изменении административно-территориального устройства Бурабайского района Акмолинской области» (зарегистрированное Департаментом юстиции Акмолинской области 1 ноября 2019 года № 7463):
- село Наурызбай батыра было включено в состав Зеленоборского сельского округа.

## Население
В 1989 году население аула составляло 1469 человек (из них казахи — 49%, русские — 26%).
В 1999 году население аула составляло 1217 человек (588 мужчин и 629 женщин). По данным переписи 2009 года, в ауле проживали 744 человека (360 мужчин и 384 женщины).
| Численность населения | Численность населения | Численность населения |
| 1989                  | 1999                  | 2009                  |
| --------------------- | --------------------- | --------------------- |
| 1469                  | ↘1217                 | ↘744                  |